# Ильинский сельский округ (Красногорский район)
Ильинский сельский округ — упразднённая административно-территориальная единица, существовавшая на территории Красногорского района Московской области в 1994—2006 годах.

## История
- Ильинский сельсовет был образован в первые годы советской власти. По данным 1919 года он входил в состав Павловской волости Звенигородского уезда Московской губернии.

- 14 января 1921 года Павловская волость была передана в Воскресенский уезд[1].

- В 1926 году Ильинский с/с включал село Ильинское, деревню Александровка и санаторий Ильичево[2].

- В 1929 году Ильинский с/с был отнесён к Воскресенскому району Московского округа Московской области.

- 31 августа 1930 года Воскресенский район был переименован в Истринский район.

- 27 сентября 1932 года Ильинский с/с был передан в Красногорский район.

- 29 января 1940 года из Ильинского с/с в Петрово-Дальневский было передано селение Александровка.

- 18 июня 1954 года к Ильинскому с/с были присоединены Глуховский и Петрово-Дальневский с/с.

- 22 июня 1954 года из Воронковского с/с в Ильинский было передано селение Михайловка.

- 30 декабря 1959 года к Ильинскому с/с был присоединён Бузлановский сельсовет.

- 1 февраля 1963 года Красногорский район был упразднён и Ильинский с/с вошёл в Звенигородский сельский район. 11 января 1965 года Ильинский с/с был возвращён в восстановленный Красногорский район.

- 21 мая 1965 года из Обушковского с/с Истринского района в Ильинский с/с были переданы селения Грибаново, Дмитровское и Тимошкино.

- 22 августа 1979 года селения Грибаново, Дмитровское, Петрово-Дальнее, Степановское, Тимошкино, посёлок Истра и посёлок института им. Мечникова были выделены из Ильинского с/с и образовали новый Петрово-Дальневский с/с.

- 3 февраля 1994 года Ильинский с/с был преобразован в Ильинский сельский округ.

- 16 июня 1999 года в Ильинском с/о посёлок совхоза «Ильинское-Усово» был переименован в посёлок Ильинское-Усово[3].

- В ходе муниципальной реформы 2004—2005 годов Ильинский сельский округ прекратил своё существование как муниципальная единица. При этом все его населённые пункты были переданы в сельское поселение Ильинское[4].

- 29 ноября 2006 года Ильинский сельский округ исключён из учётных данных административно-территориальных и территориальных единиц Московской области[5].